# Calibre (músic)
Dominick Martin, més conegut pel seu nom artístic Calibre, és un productor musical i DJ de drum and bass irlandès.

## Trajectòria
Mentre estudiava Belles Arts a la Universitat d'Ulster a Belfast, Martin es va interessar per la música de John Cage, el treball del qual va influir en el títol del seu primer àlbum, Musique Concrète (2001). El novembre de 2005 va publicar el segon àlbum de llarga durada a través del seu propi segell Signature Records, titulat Second Sun.
A partir del 2007, la sèrie d'àlbums Shelflife es va concebre com una manera de compartir produccions inèdites amb els seus seguidors. Shelf Life Vol. 2 (2009) és un àlbum doble que inclou moltes pistes de downtempo, i el juny de 2010 Calibre va publicar Even If.

## Discografia

### Àlbums
| Any  | Títol             | Dicogràfica          |
| ---- | ----------------- | -------------------- |
| 2001 | Musique Concrète  | Creative Source      |
| 2005 | Second Sun        | Signature Records    |
| 2007 | Shelflife         | Signature Records    |
| 2008 | Overflow          | Signature Records    |
| 2009 | Shelf Life Vol. 2 | Signature Records    |
| 2009 | Shine a Light     | Signature Records    |
| 2010 | Even If           | Signature Records    |
| 2011 | Condition         | Signature Records    |
| 2013 | Spill             | Signature Records    |
| 2013 | Valentia          | Signature Records    |
| 2014 | Shelflife 3       | Signature Records    |
| 2016 | Shelflife 4       | Signature Records    |
| 2016 | Grow              | The Nothing Special  |
| 2017 | The Deep          | Signature Records    |
| 2018 | Shelflife 5       | Signature Records    |
| 2018 | 4AM               | ThirtyOne Recordings |
| 2019 | Planet Hearth     | Signature Records    |
| 2020 | Shelflife 6       | Signature Records    |
| 2021 | Feeling Normal    | Signature Records    |
| 2021 | Shelflife 7       | Signature Records    |
| 2022 | Double Bend       | The Nothing Special  |
| 2023 | Shelflife 8       | Signature Records    |
| 2023 | Rudy              | Signature Records    |

### EP
| Any  | Títol              | Discogràfica        |
| ---- | ------------------ | ------------------- |
| 2003 | Just Fine          | Creative Source     |
| 2006 | Late Night Squeeze | Signature Records   |
| 2006 | Corner Dance       | Signature Records   |
| 2006 | Deranged           | Soul:R              |
| 2008 | Roundhouse         | Signature Records   |
| 2008 | Don't Mind         | Signature Records   |
| 2010 | Judgement Day      | Samurai Red Seal    |
| 2011 | Hummer             | Samurai Red Seal    |
| 2012 | Renaissance EP     | Footprints          |
| 2015 | Strumpet EP        | EXIT Records        |
| 2015 | Fourfit EP         | Soul:R              |
| 2015 | Dreamz Dub EP      | C.I.A               |
| 2015 | Break That EP      | The Nothing Special |
| 2019 | Cowper Street EP   | Signature Records   |